# Nabyszyce
Nabyszyce (1939–1945 niem. Holzhausen) – wieś w Polsce położona w województwie wielkopolskim, w powiecie ostrowskim, w gminie Odolanów. Wieś jest siedzibą sołectwa Nabyszyce w którego skład wchodzi również osada Kuroch. Leżą ok. 9 km na zachód od Ostrowa Wlkp., w pobliżu drogi powiatowej Odolanów-Raszków, nad Kurochem.
Znane od 1369 roku jako własność rycerska. Wieś królewska należała do starostwa odolanowskiego, pod koniec XVI wieku leżała w powiecie kaliskim województwa kaliskiego.
W latach 1954–1961 wieś należała i była siedzibą władz gromady Nabyszyce, po jej zniesieniu w gromadzie Odolanów. Przed 1932 rokiem miejscowość położona była w powiecie odolanowskim, w latach 1975–1998 w województwie kaliskim, w latach 1932–1975 i od 1999 w powiecie ostrowskim.